# Dialecto sheliff
El dialecto sheliff es una variedad lingüística de las lenguas bereberes septentrionales que se hablan en Argelia. Tradicionalmente se considera un dialecto del idioma shenwa, una de las lenguas zenati de Argelia occidental. Blench (2006) argumenta en cambio que la variedad es parte del grupo de dialectos de las lenguas rifeñas. El nombre de este dialecto zenati procede del Río Cheliff.